# オープン・ロード・フィルムズ
オープン・ロード・フィルムズ（Open Road Films, 略称: Open Road, ORF）は、アメリカ合衆国カリフォルニア州ハリウッドの映画配給会社である。2011年3月にAMCシアターズとリーガル・エンターテインメント・グループによって設立された。旧社名はグローバル・ロード・エンターテインメント（Global Road Entertainment）。

## 社史
AMCシアターズとリーガル・エンターテインメント・グループはトム・オルテンバーグをCEOとして雇った。オルテンバーグはライオンズゲートとワインスタイン・カンパニーの元重役である。2011年4月13日、オルテンバーグはジェイソン・キャシディ、Elliott Kleinberg、Steven Andriuzzo、Ben Cotnerを雇った。2011年9月23日、同社の初作品となる『キラー・エリート』が公開された。『キラー・エリート』はゲイリー・マッケンドリーが監督し、ジェイソン・ステイサム、クライヴ・オーウェン、ロバート・デ・ニーロらが出演した。
オープン・ロードの作品は、家庭向け市場ではユニバーサル・スタジズ・ホーム・エンターテインメントにより販売されている。2011年6月28日、オープン・ロードはネットフリックスと有料チャンネル契約を結んだ。

## フィルモグラフィ
| 作品名                                                      | 公開日         | 備考 |
| ----------------------------------------------------------- | -------------- | ---- |
| キラー・エリート Killer Elite                               | 2011年9月23日  |      |
| THE GREY 凍える太陽 The Grey                                | 2012年1月27日  |      |
| サイレント・ハウス Silent House                             | 2012年3月9日   |      |
| HIT&RUN Hit and Run                                         | 2012年8月22日  |      |
| エンド・オブ・ウォッチ End of Watch                         | 2012年9月21日  |      |
| サイレントヒル: リベレーション3D Silent Hill: Revelation 3D | 2012年10月26日 |      |
| A Haunted House                                             | 2013年1月11日  |      |
| サイド・エフェクト Side Effects                             | 2013年2月8日   |      |
| ザ・ホスト 美しき侵略者 The Host                            | 2013年3月29日  |      |
| スティーブ・ジョブズ Jobs                                   | 2013年4月19日  |      |
| マチェーテ・キルズ Machete Kills                            | 2013年9月13日  |      |
| サボタージュ Sabotage                                       | 2014年1月24日  |      |
| 探偵マーロウ Marlowe                                        | 2023年2月15日  |      |
| The Key Man                                                 | TBA            |      |
| Endangered                                                  | TBA            |      |